# Intelsat 34
O Intelsat 34 (IS-34, também conhecido como Hispasat 55W-2) é um satélite de comunicação geoestacionário que foi construído pela Space Systems/Loral (SS/L) e foi lançado no dia 20 de agosto de 2015. Ele está localizado na posição orbital de 55,5 graus de longitude oeste e é de propriedade da Intelsat. O satélite foi baseado na plataforma SSL-1300 e sua vida útil estimada é de 15 anos.

## Missão
O satélite está ocupando da tarefa que era originalmente destinada ao Intelsat 27 que foi perdido durante o processo do seu lançamento. O Intelsat 34 é o substituto dos satélites Intelsat 805 e Galaxy 11 localizados na posição orbital de 55,5 graus de longitude oeste, que na data da substituição, o primeiro já tinha 17 anos de operação e o segundo 16. O satélite é utilizado pela Vivo TV (antiga GVT TV), substituindo o Galaxy 11.

## História
A Space Systems/Loral anunciou em julho de 2013 que havia sido assinado um contrato para a mesma fornecer um novo satélite para Intelsat, o Intelsat 34, para ocupar do papel que era originalmente destinado para o malfadado Intelsat 27. Isso incluía o fornecimento de capacidade para atender às necessidades crescentes dos clientes de mídia da América Latina, bem como de banda larga para empresas aeronáuticas que servem as movimentadas rotas do Atlântico Norte.
O Intelsat 34, ao contrário de seu antecessor, não inclui a banda UHF que a Intelsat tinha sido incapaz de vender ao seu cliente pretendido, o Departamento de Defesa dos EUA.
A capacidade da banda Ku do satélite Intelsat 34 pertencente a Hispasat é comercializada como Hispasat 55W-2.

## Lançamento
O satélite foi lançado com sucesso ao espaço no dia 20 de agosto de 2015, às 20:34 UTC, no Centro Espacial de Kourou na Guiana Francesa por meio de um veículo Ariane 5 ECA da empresa francesa Arianespace, juntamente com o satélite Eutelsat 8 West B. Ele tinha uma massa de lançamento de 3300 kg.

## Capacidade e cobertura
O Intelsat 34 está equipado com 22 transponders em banda C para prestação de serviços para a América do Norte e do Sul e Europa, e 18 transponders em banda Ku para prestar serviços para o México, América Central, Brasil, Caribe, Europa, uma parte dos Estados Unidos, e na parte norte do Oceano Atlântico.